# Pierre Vésinier

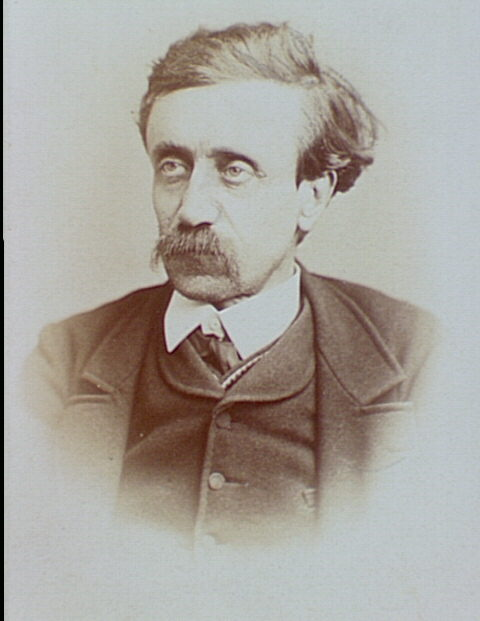

Pierre Vésinier (Cluny, 1826 - Parijs, 1909) was een Frans publicist en activist die deelnam aan de Commune van Parijs.
Vésinier moest na de staatsgreep van Napoleon III (2 december 1851) naar het buitenland vertrekken: hij vestigde zich eerst in Genève, waar hij werd uitgezet, daarna in België en later in Londen, van waaruit hij het keizerrijk en de keizerlijke familie hevig aanviel. Hij publiceerde verschillende boeken gericht tegen paus Pius IX (1861), Napoleon III en keizerin Eugénie. In 1867 werd hij tot 18 maanden celstraf veroordeeld door een Belgisch tribunaal.
Na het uitroepen van de Derde Franse Republiek op 4 september 1870 keerde hij terug naar Frankrijk. Vésinier was lid van de Commune van Parijs (1871). Op 14 mei 1871 gaf hij opdracht de monumenten in brand te steken en moest vluchten naar Londen. Later dat jaar publiceerde hij een geschiedenis van de Commune, waarin hij nog enkele rekeningen vereffende met zijn oude kameraden.